# Straßenbrücke

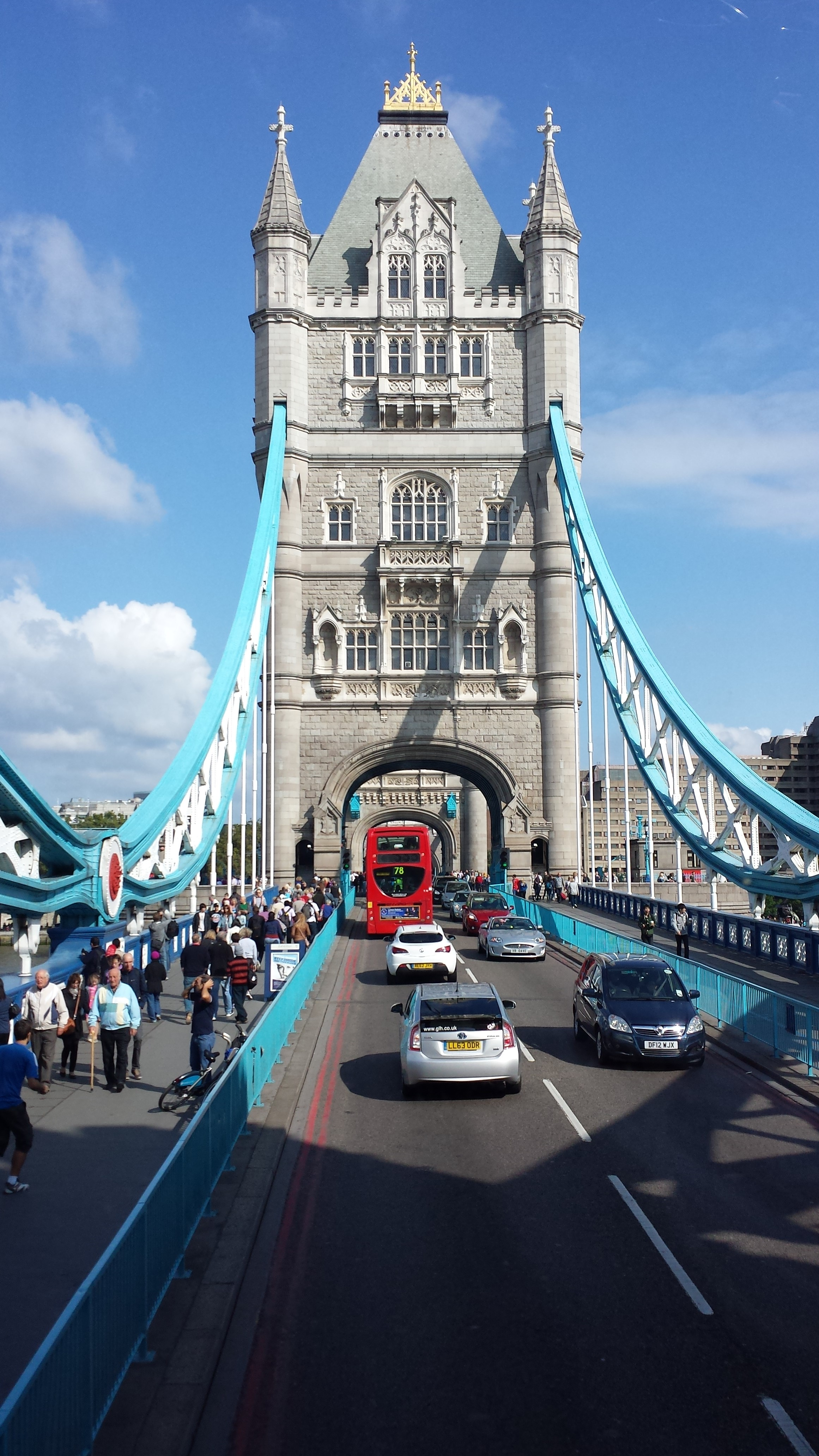
Die Tower Bridge in London, eine historische Straßenbrücke

Eine Straßenbrücke (auch Straßenüberführung, kurz SÜ) ist eine Brücke, über die der Straßenverkehr geführt wird, der neben dem Kraftverkehr auch Schienenverkehr, Radverkehr und Fußverkehr umfassen kann.

## Allgemeines
Je nach der Art der über eine Brücke geführten Verkehrswege unterscheidet man neben der Straßenbrücke noch Eisenbahnbrücke, Fußgängerbrücke, Kanalbrücke,  Rohrleitungsbrücke und Aquädukt. Diese Brücken sind oder waren einseitig nur für einen bestimmten Verkehrsweg (Schienennetz, Fußgängerweg, Kanäle, Rohrleitungsnetze, Trinkwasser) vorgesehen. Je nachdem, was überbrückt werden soll, kann die Straßenbrücke als Flutbrücke, Hangbrücke, Hochbrücke, Talbrücke oder Vorlandbrücke konstruiert sein.
Die Bauart der Straßenbrücke und ihre Spannweite richten sich nach den topografischen und geologischen Bedingungen des Geländes (Bach- oder Flussbett, Umfahrung einer Ortschaft, Talübergang oder Schlucht, Rutschhang, Steinschlag, Passstraße usw.), aber auch nach den Baukosten und der Einbindung in die umgebende Landschaft.
Die Breite der Brücke und die Art ihrer Konstruktion und Absicherung (Geländer etc.) richtet sich nach dem Zweck des Verkehrsweges. Über Straßenbrücken können – an den Zweck angepasst – alle Straßenkategorien (Autobahnen, Bundesstraßen, Landesstraßen, Kreisstraßen, Gemeindestraßen oder Forststraßen) geführt werden.

## Autobahnbrücke
Im Falle von Autobahnen werden sie speziell Autobahnbrücken genannt. Laut Bundesministerium für Digitales und Verkehr 2024 gab es rund 28.000 Autobahnbrücken im Netz der deutschen Bundesautobahnen, von denen rund 8.000 (28 %) instand gesetzt oder modernisiert werden müssen.
Autobahnbrücken sind reine Kraftverkehrsbrücken. Sie können sowohl mit einem Überbau als auch mit zwei Überbauten, für jede Richtungsfahrbahn getrennt, ausgelegt sein. In Deutschland sollen sie seit den frühen 1980er Jahren zwei Überbauten haben, um bei Instandsetzungs- oder Erneuerungsarbeiten den Verkehr über den anderen Überbau leiten zu können. Die häufigsten Bauweisen sind Stahlbeton- und Spannbetonbrücken. Stahl- und Stahlverbundbrücken werden im Regelfall nur bei großen Stützweiten gebaut, bei einigen Autobahnabschnitten aus der Zeit vor 1945 sind auch gemauerte Bogenbrücken vorhanden.
Es gibt auch einige Autobahnbrücken mit Besonderheiten: so befindet sich auf der Rheinquerung der A 6 bei Ludwigshafen am Rhein ein Fußweg auf dem Mittelstreifen, in Bratislava befindet sich auf dem Pfeiler der Brücke des Slowakischen Nationalaufstandes über die Donau ein Turmrestaurant.

## Hangbrücke
Die Hangbrücke ist eine Form der Straßenbrücke, die längs entlang eines steilen Berghanges verläuft. Ihre Gründung erfolgt oft wegen instabiler Geländeverhältnisse auf tiefgegründeten Pfeilern, die gegen Beschädigung durch Erdrutsche abgesichert werden können. Bei vielen dieser im Hochgebirge zunehmend üblichen Bauwerke ist allerdings eine aufwendige Überwachung notwendig.

## Behelfsbrücke
Die Behelfsbrücke ist eine Brücke, die nur vorübergehend errichtet wird, so lange bis eine andere endgültige Brücke aufgebaut, um- oder ausgebaut ist. Oft werden sie von Pioniereinheiten des Militärs errichtet (Pontonbrücke). Ein Beispiel für eine Behelfsbrücke ist die Bailey-Brücke.

## Längste Brücken
Als längste Straßenbrücke gilt der Bang Na Expressway mit einer Länge von 54 km. Berühmteste Straßenbrücke ist die Golden Gate Bridge in San Francisco, die auch für Fußgänger und Radfahrer zugänglich ist. Die Jiaozhou-Bucht-Brücke ist eine 26,7 km lange Autobahnbrücke über die Jiaozhou-Bucht in China und damit die weltweit längste Autobahnbrücke. Längste Eisenbahnbrücke ist die Große Brücke Danyang–Kunshan mit 164,8 km.